# Densitometría del cristalino o de la lente intraocular
La densitometría del cristalino o de la lente intraocular es tanto el examen médico del cristalino como el lente intraocular posterior a una cirugía de catarata (LIO), mediante una técnica de iluminación, que permite evaluar patologías como la catarata, su dureza, evolución y afectación de la visión, como así también la opacificación de la lente intraocular; mediante diferentes métodos: la lámpara de hendidura, mediante una cámara Scheimpflug o por retroiluminación. Cabe agregar que el resultado de la densitometría del de la lente intraocular, van a estar viciados por la presencia de la cápsula cristaliniana donde se aloja.
Lámpara de hendidura: Un ejemplo de ello, es el sistema de clasificación de opacidades del lente III (LOCS III). El LOCS III contiene un conjunto ampliado de estándares que se seleccionaron de la biblioteca de imágenes del Estudio Longitudinal de Cataratas, en el Centro de Investigación Clínica de Cataratas, Boston, Massachusetts. Consta de seis imágenes con lámpara de hendidura para clasificar el color nuclear (NC) y la opalescencia nuclear (NO), cinco imágenes de retroiluminación para clasificar la catarata cortical (C) y cinco imágenes de retroiluminación para clasificar la catarata subcapsular posterior (P). La gravedad de las cataratas se clasifica en una escala apelando a la subjetividad. Se realiza bajo midriasis. Fig. 1.

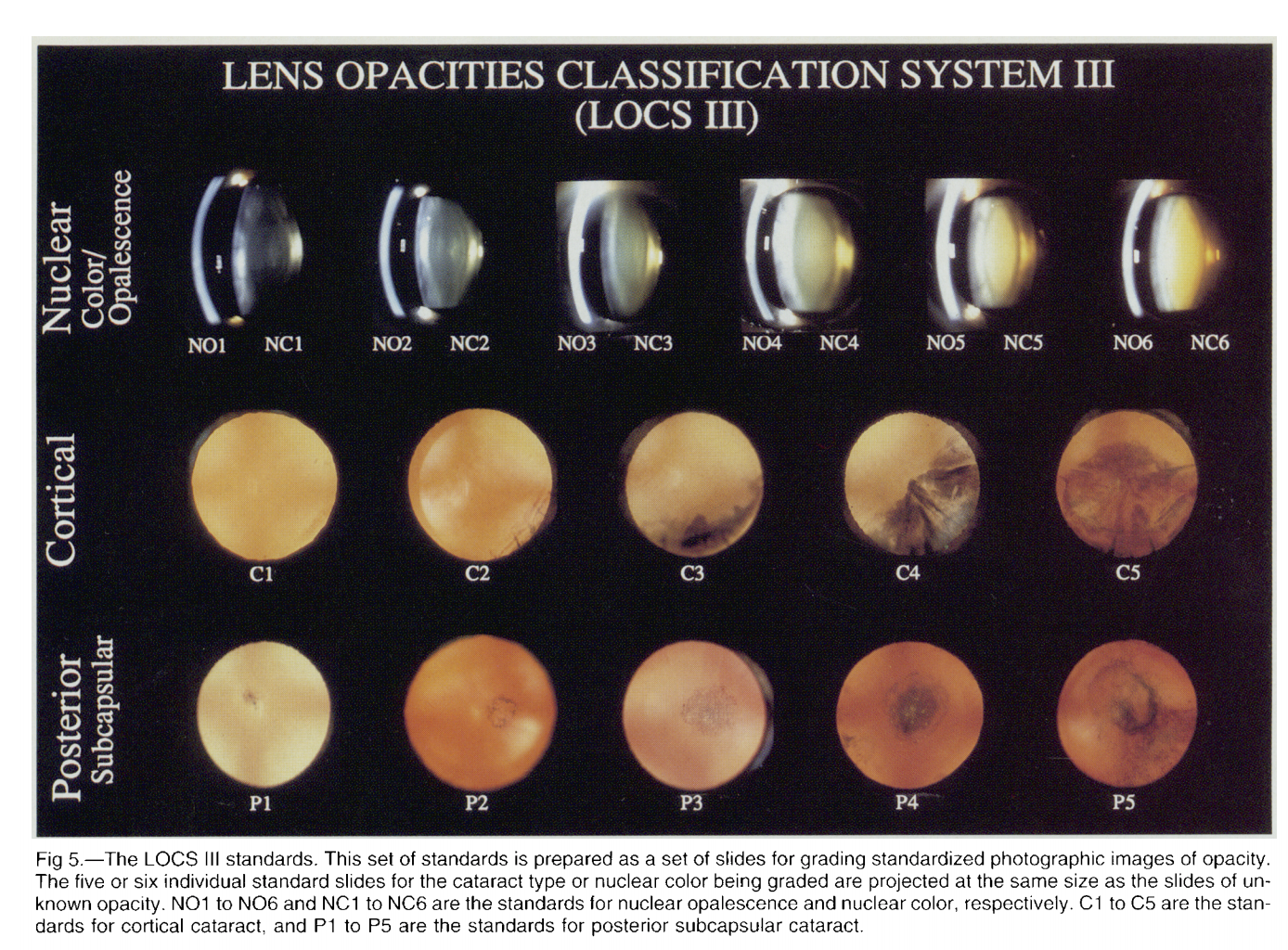
The Lens Opacities Classification System III. Fig. 1.

Método con cámara Scheimpflug: Mediante la adaptación de un método fotográfico desarrollado por Theodor Scheimpflug, dentro de un sistema diagnóstico digital no invasivo desarrollado específicamente para el análisis del segmento anterior ocular. Las imágenes obtenidas se basan en un sistema de medida que utiliza luz azul (libre de UV) que incide sobre el ojo en forma de hendidura, una cámara que recoge imágenes y un sistema computerizado de análisis. El proceso de medición rotatorio muestra en 3 dimensiones del segmento anterior del ojo y permite medir la densidad del cristalino en cualquiera de sus puntos en las tres dimensiones espaciales con objetividad. Fig. 2.

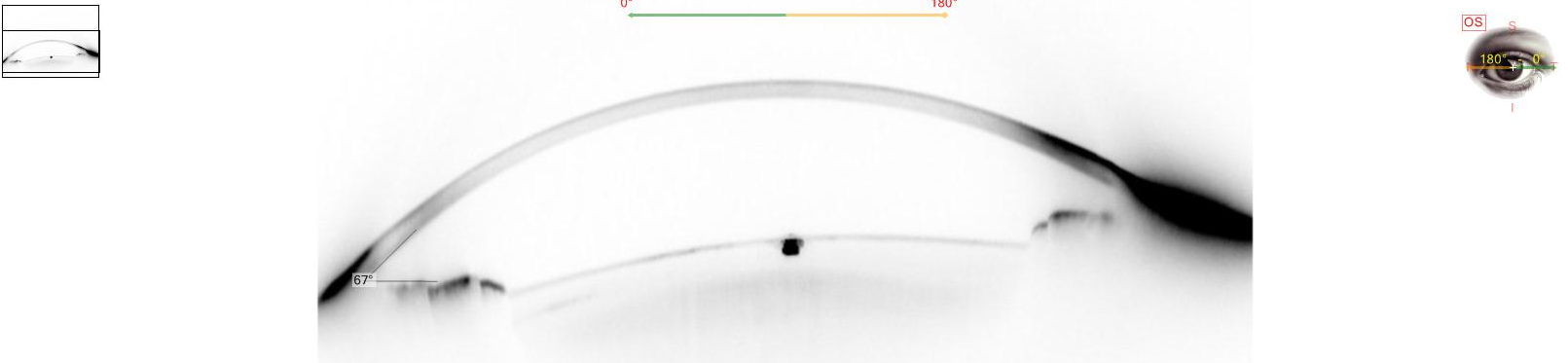
Densitometría del Cristalino con Cámara Scheimpflug. Fig 2.

Método por retroiluminación digital: Mediante la utilización de un equipo especializado, se proyectan rayos de luz que atraviesan por retroiluminación el cristalino asociado a una computadora que proporciona la medición de la transparencia, cuantificando la transmitancia óptica del cristalino (Fig. 3.) o de la LIO (Fig. 4.), apelando a la objetividad. Se realiza bajo midriasis.

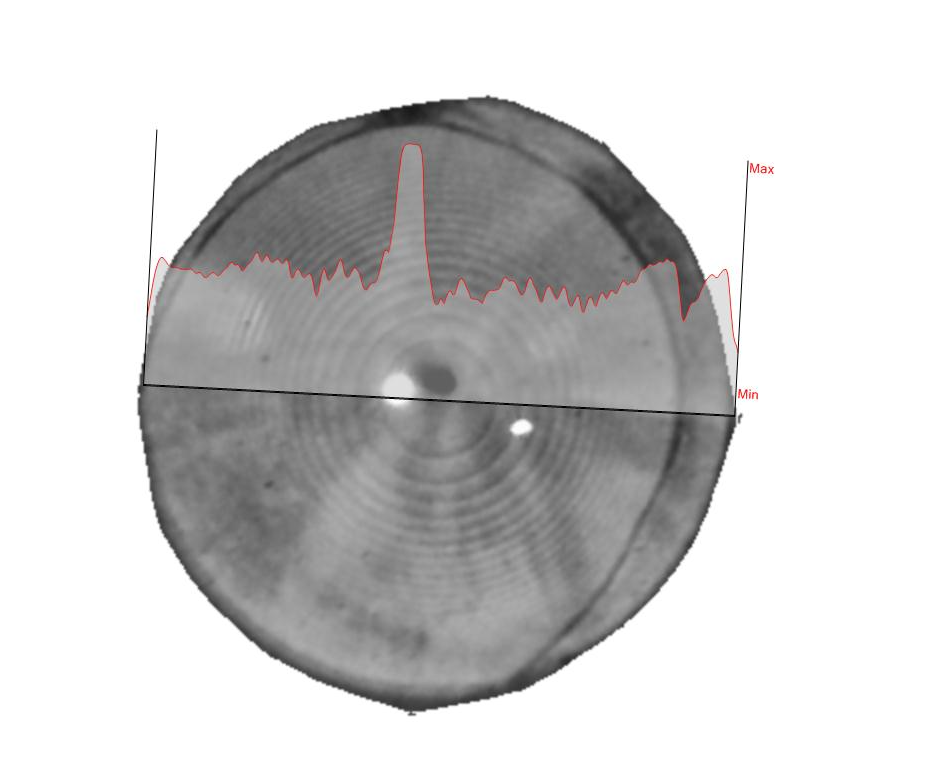
Densitometría del Lente Intraocular por retroiluminación. Fig. 4.

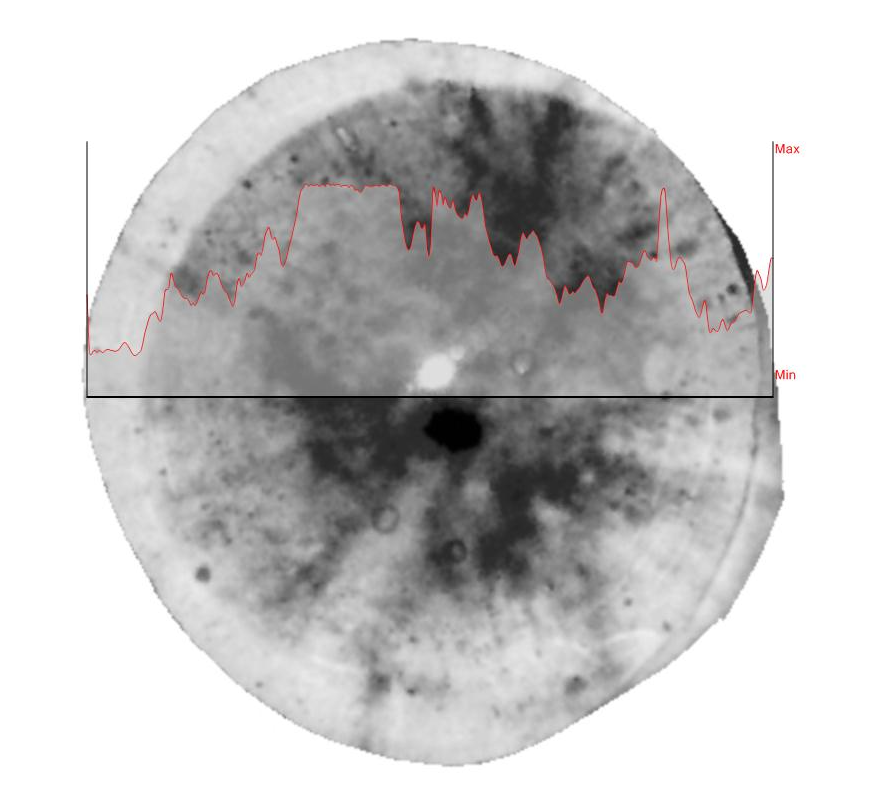
Densitometría del Cristalino por retroiluminación. Fig. 3.

Criterios de indicación en la práctica médica:
1- Planificación de la cirugía de catarata en correlación con la densidad del cristalino a intervenir quirúrgicamente. Se demostró las ventajas de este método, en la planificación preoperatoria de los parámetros facodinámicos del equipo médico utilizado para la cirugía de cataratas por facoemulsificación, permitiendo además la personalización de esta cirugía.
2- Correlación entre la densitometría y las aberraciones ópticas del ojo. Se ha descrito una relación significativa entre las variables densitométricas basadas en el principio de Scheimpflug y las aberraciones internas de alto orden, incluidos el coma y el trébol.
3- Para la medicina legal, es útil para objetivar la patología cristalina. Los resultados en los estudios, indican que la cámara Scheimpflug tiene una buena correlación con LOCS III para las mediciones de la densidad del cristalino. El uso de una cámara Scheimpflug, es una herramienta valiosa en la práctica clínica para clasificar cataratas nucleares y corticales de forma automática y objetiva.
4- La densitometría del cristalino permite evaluar la evolución de una catarata en función del tiempo con la toma seriada de las imágenes del cristalino.
5- Cuanto más densa sea la catarata, menos serán los datos que otorgue la densitometría digital por retroiluminación, si se bloquea el paso de rayos indicará una densidad muy avanzada.
6- Opacificación de la LIO posterior a cirugía de catarata. Con la densitometría se puede cuantificar objetivamente la opacificación.